# Союз для Средиземноморья
Сою́з для Средиземномо́рья (англ. Union for the Mediterranean, араб. الاتحاد من أجل المتوسط‎, фр. Union pour la Méditerranée) — международная организация, объединяющая страны Средиземноморья и страны, входящие в Европейский союз. Существует с 2008 года. Отношения этих стран развиваются в рамках Евро-средиземноморского партнёрства.

## Цели организации
Из обращения президента Саркози к жителям Средиземноморья: «Делаем единое дело, с общей целью, объединённой структурой».
Союз позиционируется как естественное продолжение барселонского процесса — процесса европейского и средиземноморского сотрудничества.
Союз должен заниматься вопросами энергии и энергоносителей, безопасности, борьбы с террором, миграции, торговли. Средиземноморский и Европейский союзы смогут работать вместе в рамках некоторых общих структур, включая правоохранительные структуры в рамках борьбы с коррупцией, терроризмом, организованной преступностью, торговлей людьми.

## История создания
Начало создания Союза Средиземноморья берет в 1832 году, 15 января в Париже на улице 9 rue Taitbout. Более тысячи человек собрались в парижском амфитеатре, чтобы услышать лекцию социалиста и оратора Эмиля Барро. Он искал конкретные ответы на один из самых тяжелых экономических кризисов за последние десятилетия. Источником проблемы он обозначил конфликт между востоком и западом. Барро определил ряд задач для решения политических разногласий, а его последователи, среди которых был Мишель Шевалье, уже спустя непродолжительное время представил свою знаменитую работу по системе развития " Politique Industrielle ", в которой одной из тем была «Systeme de la Méditerranée».

### Роль и позиция Франции
Считается, что авторство изначального проекта Средиземноморского союза принадлежит личному советнику Николя Саркози, Анри Гэно (фр. Henri Guaino), который впоследствии занял в правительстве Саркози пост специального советника при президенте Республики.
Одной из целей проекта являлось продвижение Франции на ключевые позиции в европейском диалоге со средиземноморским регионом, не входящим в ЕС, лидерство в технологическом развитии североафриканских стран и прямой доступ Евросоюза к газовым месторождениям Северной Африки. Газопровод, который в будущем сможет доставлять африканский природный газ в Европу, находится в стадии активного строительства.
В частности, в 2008 году правительство Израиля приняло решение о дополнительном финансировании строительства газопровода из Египта в северном направлении для увеличения его потенциальной пропускной способности.
В случае успеха проекта Франция могла бы стать лидером в средиземноморском регионе, а впоследствии и лидером ЕС и ключевой фигурой мировой политики, значительно укрепив свои геополитические позиции.

### Роль и позиция Германии
Внешнеполитическое ведомство Германии, страны, занимающей лидирующие позиции в Европейском союзе, изначально было крайне обеспокоено возможным укреплением позиций Франции, и как следствие, возможным ослаблением влияния ФРГ. Также, не будучи средиземноморским государством, Германия не могла претендовать на непосредственное участие в Средиземноморском союзе, а вынуждена была бы признать роль Франции как посредника в политическом диалоге со странами Средиземноморья и странами-поставщиками африканского природного газа. Такое положение привело бы к утрате ФРГ статуса крупнейшего европейского лидера.
Лишь после внесения изменений в начальный план проекта Германия согласилась поддержать создание Средиземноморского союза.
Изменения оговаривают равное участие всех стран ЕС в диалоге Средиземноморского союза. Решение о начале процесса создания Средиземноморского союза было принято на саммите ЕС.

### Роли и позиции Турции и Великобритании
Франция является противником вступления Турции в Евросоюз. Турция, будучи страной-кандидатом в ЕС, посчитала, что участие в Средиземноморском союзе может негативно повлиять на процесс интеграции Турции в ЕС. Политический и экономический диалог внутри ЕС может быть заменён диалогом с ЕС посредством Средиземноморского союза.
Великобритания поддержала протест турецкой стороны, будучи стратегическим партнёром Турции и представителем турецких интересов в ЕС. Впоследствии Турция согласилась принять участие в проекте, получив заверения о том, что процессы интеграции Турции в оба союза не станут взаимоисключающими.

### Хронология создания
1995 год. Состоялась барселонская конференция Евро-средиземноморского партнёрства, давшая старт процессу межгосударственного сотрудничества, получившего название «Барселонский процесс». Инициатором конференции выступает Европейский союз во главе с Испанией.
2006—2007 годы. Кандидат в президенты Франции от партии Союз за народное движение Николя Саркози в качестве одного из пунктов своей предвыборной программы объявляет создание «Средиземноморского союза».
6 мая 2007 года. Во втором туре выборов на пост президента Франции побеждает Николя Саркози, уполномоченный сменить президента Жака Ширака в течение десяти дней.
23 октября 2007 года. Президент Франции приглашает всех лидеров Средиземноморья на саммит во Францию.
Называется время — июнь 2008 года, время начала председательства Франции в Евросоюзе. Идея французского президента встречена критикой некоторых стран Европейского союза, в том числе наиболее весомого участника ЕС — Германии.
Март 2007 года. Турция отказывается поддержать проект в случае, если его признают альтернативой интеграции Турции в ЕС. Поэтому в Риме на встрече лидеров Франции, Испании и Италии подтверждалось, что членство в Союзе для Средиземноморья никак не связаны с переговорами о вступлении в ЕС (следовательно, вопрос о вступлении в ЕС Турции рассматривается отдельно), и что инициатива Парижа — это только дополнительный формат европейской политики в рамках Барселонского процесса. Таким образом, получив заверения того, что участие в проекте не является альтернативой процесса интеграции Турции в ЕС, турецкая сторона согласилась изменить своё отношение к проекту Союза и принять участие в нём.
14 марта 2008 года. Германия в результате длительных переговоров с Францией принимает решение поддержать проект Средиземноморского союза при условии участия в нём всех стран входящих в ЕС, в том числе не имеющих выхода в Средиземное море. Германская сторона высказывается за создание Союза в новом, изменённом виде и обещает принять активное участие в его продвижении.
Страны-участницы Европейского союза утверждают проект. Называется дата саммита в Париже — 13—14 июля 2008 года.
13 июля 2008 года. Учредительный саммит Средиземноморского союза в Париже. Представлено 43 государства.

## Деятельность
4 ноября 2008 года. Министры иностранных дел стран Средиземноморского союза решили на встрече в Марселе, что штаб-квартира организации будет базироваться в Барселоне, а также, что в деятельности организации будут на равных правах принимать участие представители Израиля и Лиги арабских государств.
4 марта 2010 года. Открылась штаб-квартира Союза для Средиземноморья в Барселоне.

## Состав
В Средиземноморский союз входят 43 страны, а также Лига арабских государств. Ливия считается наблюдателем, так как её лидер отказался приехать на организационный саммит, назвав новую организацию заговором по подрыву единства арабских и африканских стран.
| Флаг                                                                        | Государство                             | Население, чел. | Территория, км² | Выход к Средиземному морю |
| --------------------------------------------------------------------------- | --------------------------------------- | --------------- | --------------- | ------------------------- |
| Европейский союз · Австрия                                                  | Австрия                                 | 8 356 707       | 83 871          | нет                       |
| Центрально-европейская ассоциация свободной торговли · Албания              | Албания                                 | 3 600 523       | 28 748          | да                        |
| Флаг Лиги арабских государств · Алжир                                       | Алжир                                   | 34 895 000      | 2 381 740       | да                        |
| Европейский союз · Бельгия                                                  | Бельгия                                 | 10 414 336      | 30 528          | нет                       |
| Европейский союз · Болгария                                                 | Болгария                                | 7 204 687       | 110 912         | нет                       |
| Центрально-европейская ассоциация свободной торговли · Босния и Герцеговина | Босния и Герцеговина                    | 4 448 500       | 51 197          | да                        |
| Великобритания                                                              | Великобритания                          | 61 113 205      | 244 820         | да                        |
| Европейский союз · Венгрия                                                  | Венгрия                                 | 10 019 000      | 93 030          | нет                       |
| Европейский союз · Германия                                                 | Германия                                | 81 757 600      | 357 050         | нет                       |
| Европейский союз · Греция                                                   | Греция                                  | 10 964 020      | 131 990         | да                        |
| Европейский союз · Дания                                                    | Дания                                   | 5 511 791       | 43 094          | нет                       |
| Флаг Лиги арабских государств · Египет                                      | Египет                                  | 77 420 000      | 1 001 449       | да                        |
| Израиль                                                                     | Израиль                                 | 7 515 000       | 20 770          | да                        |
| Флаг Лиги арабских государств · Иордания                                    | Иордания                                | 5 759 732       | 89 342          | нет                       |
| Европейский союз · Ирландия                                                 | Ирландия                                | 4 339 000       | 70 273          | нет                       |
| Европейский союз · Испания                                                  | Испания                                 | 46 661 950      | 506 030         | да                        |
| Европейский союз · Италия                                                   | Италия                                  | 60 231 214      | 301 318         | да                        |
| Европейский союз · Республика Кипр                                          | Кипр                                    | 793 963         | 9251            | да                        |
| Европейский союз · Латвия                                                   | Латвия                                  | 2 254 653       | 64 589          | нет                       |
| Флаг Лиги арабских государств · Ливан                                       | Ливан                                   | 3 925 502       | 10 452          | да                        |
| Флаг Лиги арабских государств · Флаг Ливии                                  | Ливия                                   | 6 365 563       | 1 759 540       | да                        |
| Европейский союз · Литва                                                    | Литва                                   | 3 366 357       | 65 303          | нет                       |
| Европейский союз · Люксембург                                               | Люксембург                              | 439 539         | 2586            | нет                       |
| Флаг Лиги арабских государств · Мавритания                                  | Мавритания                              | 3 069 000       | 1 030 700       | нет                       |
| Европейский союз · Мальта                                                   | Мальта                                  | 402 000         | 316             | да                        |
| Флаг Лиги арабских государств · Марокко                                     | Марокко                                 | 33 241 259      | 446 550*        | да                        |
| Монако                                                                      | Монако                                  | 32 671          | 1,95            | да                        |
| Европейский союз · Нидерланды                                               | Нидерланды                              | 16 357 373      | 41 526          | нет                       |
| Флаг Лиги арабских государств · Флаг Государства Палестина                  | Палестинская национальная администрация | 4 136 540       | 6020            | да                        |
| Европейский союз · Польша                                                   | Польша                                  | 38 138 000      | 312 683         | нет                       |
| Европейский союз · Португалия                                               | Португалия                              | 10 707 924      | 92 391          | нет                       |
| Европейский союз · Румыния                                                  | Румыния                                 | 21 498 616      | 238 391         | нет                       |
| Флаг Лиги арабских государств · Сирия                                       | Сирия                                   | 19 405 000      | 185 180         | да                        |
| Европейский союз · Словакия                                                 | Словакия                                | 5 394 837       | 49 037          | нет                       |
| Европейский союз · Словения                                                 | Словения                                | 2 053 355       | 20 273          | да                        |
| Флаг Лиги арабских государств · Тунис                                       | Тунис                                   | 10 383 577      | 163 610         | да                        |
| Тюркский совет · Турция                                                     | Турция                                  | 72 500 000      | 783 562         | да                        |
| Европейский союз · Финляндия                                                | Финляндия                               | 5 340 093       | 338 145         | нет                       |
| Европейский союз · Франция                                                  | Франция                                 | 65 447 374      | 674 843         | да                        |
| Европейский союз · Хорватия                                                 | Хорватия                                | 4 653 500       | 56 542          | да                        |
| Центрально-европейская ассоциация свободной торговли · Черногория           | Черногория                              | 678 177         | 13 812          | да                        |
| Европейский союз · Флаг Чехии                                               | Чехия                                   | 10 403 190      | 78 866          | нет                       |
| Европейский союз · Швеция                                                   | Швеция                                  | 9 263 872       | 449 964         | нет                       |
| Европейский союз · Эстония                                                  | Эстония                                 | 1 324 904       | 45 226          | нет                       |

## Организация работы
Страна-участник возглавляет Союз на принципах ротации (принцип, схожий с действующим в ЕС).